# Burundi bwacu
Burundi bwacu és l'himne nacional de Burundi. Adoptat com himne nacional el 1962 sota la presidència de Jean-Baptiste Ntahokaja. Va ser escrit per un grup de compositors i arreglat per Marc Barengayabo.

## Lletra en rundi
Lletra de l'himne en rundi.
Burundi bwacu, Burundi buhire,

Shinga icumu mu mashinga,

Gaba intahe y'ubugabo ku bugingo.

Warapfunywe ntiwapfuye,

Warahabishijwe ntiwahababuka,

Uhagurukana, uhagurukana, uhagurukana, ubugabo urikukira.

Komerwamashi n'amakungu,

Habwa impundu nabawe,

Isamirane mu mashinga, isamirane mu mashinga,
Burundi bwacu, ragi ry'abasokuru,

Ramutswa intahe n'ibihugu,

Ufatanije ishaka n'ubuhizi;

Vuza impundu wiganzuye uwakuganza uwakuganza.
Burundi bwacu, nkoramutima kuri twese,

Tugutuye amaboko, umutima n'ubuzima,

Imana yakuduhaye ikudutungire.

Horana ubumwe n'abagabo n'itekane.

Sagwa n'urweze, sagwa n'amahoro meza.

## Lletra en francès
Lletra de l'himne en francès.
Cher Burundi, ô doux pays,

Prends place dans le Concert des nations.

En tout bien, tout honneur, accédé à l'indépendance.

Mutilé et meutri, tu es demeuré maître de toi-même.

L'heure venue, t'es levé

Et fièrement tu t'es hissé au rang des peuples libres.

Reçois donc le compliment des nations,

Agrée l'hommage de tes enfants.

Qu'à travers l'univers retentisse ton nom.
Cher Burundi, héritage sacré de nos aïeux,

Reconnu digne de te gouverner

Au courage tu allies le sentiment de l'honneur.

Chante la gloire de ta liberté reconquise.
Cher Burundi, digne objet de notre plus tendre armour,

A ton noble service nous vouons nos bras, nos cœurs et nos vies.

Veuille Dieu, qui nous a fait don de toi, te conserver à notre vénération.

Sous l'egide de l'Unité,

Dans la paix, la joie et la prospérité.